# Tråd
 For alternative betydninger, se Tråd (flertydig). (Se også artikler, som begynder med Tråd)
Tråd er et tekstilmateriale, der er spundet af fibre. Garn benyttes til strikning (strikkegarn), hækling (hækletråd) og vævning (kamgarn) eller tweed.
Tråd spoles på en trådspole.
Sytråd benyttes til syning.

## Materialer
Tråd fremstilles af mange slags fibre som bomuld, polyester, nylon, silke og uld.
| Tøj | Spire Denne artikel om tøj, sko eller lignende er en spire som bør udbygges. Du er velkommen til at hjælpe Wikipedia ved at udvide den. |